# Gonomyia tenuistylus
Gonomyia tenuistylus är en tvåvingeart som beskrevs av Alexander 1926. Gonomyia tenuistylus ingår i släktet Gonomyia och familjen småharkrankar. Inga underarter finns listade i Catalogue of Life.